# Lili Marleen (film)
Lili Marleen is een West-Duitse dramafilm uit 1981 onder regie van Rainer Werner Fassbinder. Het scenario is gebaseerd op de autobiografische roman Der Himmel hat viele Farben van zangeres Lale Andersen.

## Verhaal
Tijdens de Tweede Wereldoorlog wordt de Duitse zangeres Willie Bunterberg verliefd op de Joodse componist Robert Mendelsson, die actief lid is van een verzetsgroep die Joden voor de nazi's helpt vluchten.

## Rolverdeling
| Acteur                | Personage         |
| --------------------- | ----------------- |
| Hanna Schygulla       | Willie            |
| Giancarlo Giannini    | Robert Mendelsson |
| Mel Ferrer            | David Mendelssohn |
| Karl-Heinz von Hassel | Henkel            |
| Erik Schumann         | von Strehlow      |
| Hark Bohm             | Taschner          |
| Gottfried John        | Aaron             |
| Karin Baal            | Anna Lederer      |
| Christine Kaufmann    | Miriam            |
| Udo Kier              | Drewitz           |
| Roger Fritz           | Kauffmann         |
| Rainer Will           | Bernt             |
| Raúl Gimenez          | Blonsky           |
| Adrian Hoven          | Ginsberg          |
| Willy Harlander       | Theo Prosel       |
| Irm Hermann           | de verpleegster   |